# Maciej Świerkocki
Maciej Wiesław Świerkocki (ur. 5 lutego 1961 w Łodzi) – polski pisarz, scenarzysta, krytyk i tłumacz literatury anglojęzycznej.

## Życiorys
Ukończył filologię angielską (1985) i filozofię (absolutorium 1988) na Uniwersytecie Łódzkim. Od 1987 asystent w Zakładzie Teorii Literatury Instytutu Teorii Literatury, Teatru i Filmu na UŁ. Doktorat w 1995. W październiku 2011 zrezygnował ze stałej pracy akademickiej i utrzymuje się wyłącznie z pisania. Jego utwory były tłumaczone na język angielski i bułgarski.
Współpracownik takich pism jak „Literatura na Świecie”, „Bestseller”, „ExLibris”, „Playboy”, „Film”, „Film na świecie”, „Odra”, „Kalejdoskop”, „Zagadnienia Rodzajów Literackich”. Stały współpracownik, jako tłumacz na język angielski, Muzeum Sztuki w Łodzi, łódzkiej Galerii FF oraz innych muzeów i galerii sztuki w Polsce.
Członek Stowarzyszenia Pisarzy Polskich i Polskiej Akademii Filmowej. Od 2010 przewodniczący jury anglojęzycznego konkursu translatorskiego, organizowanego w ramach festiwalu „Puls Literatury”. Pierwszy Polak zasiadający w jury międzynarodowego konkursu literackiego Dublin IMPAC International Literary Award (2014). Jest członkiem honorowym Stowarzyszenia Tłumaczy Literatury. Członek kapituły konkursu Stowarzyszenia Tłumaczy Literatury „Lew Hieronima” (2015–2017). W 2018 i 2019 przewodniczący jury Nagrody Literackiej im. Juliana Tuwima. 
W 2014 został odznaczony Brązowym Medalem „Zasłużony Kulturze Gloria Artis”. W 2015 otrzymał Odznakę „Za Zasługi dla Miasta Łodzi”, a także Nagrodę „Literatury na świecie” za 2014 rok w kategorii proza za przekład powieści Candy Terry’ego Southerna i Masona Hoffenberga. W 2019 nominowany do Nagrody Literackiej Gdynia za przekład Tajnego agenta Josepha Conrada. W 2022 otrzymał Nagrodę Miasta Łodzi i Nagrodę Bernarda O’Connora za przekład Ulissesa Jamesa Joyce’a i autorską książkę Łódź Ulissesa. Za przekład Ulissesa otrzymał także w tym samym roku Nagrodę Literacką Gdynia, a także Nagrodę „Literatury na świecie” w kategorii „Literaturoznawstwo, translatologia, komparatystyka” za Łódź Ulissesa. W 2023 Łódź Ulissesa została uznana za najlepszą książkę humanistyczną w Polsce w 2021 roku, zwyciężając w VIII edycji Konkursu im. Pierwszego Rektora Uniwersytetu Łódzkiego Prof. Tadeusza Kotarbińskiego.

## Twórczość

### Książki
- Chińska kurtyzana – tortury miłości (1991, wspólnie z Witoldem Jabłońskim jako Miao Sing) – powieść
- Uczennica chińskiej kurtyzany (1992, wspólnie z Witoldem Jabłońskim jako Liu Sing) – powieść
- Ziemia obiecana raz jeszcze (1993) – powieść
- Derridiana (1994, praca zbiorowa) – eseje
- Postmodernizm – paradygmat nowej kultury (1997) – monografia
- Jerzy Kosiński: Być Tu i Tam (1997, praca zbiorowa) – eseje
- Gotycyzm i groza w kulturze (2003, praca zbiorowa) – eseje
- Współczesna literatura brytyjska w Polsce (2008, praca zbiorowa) – eseje
- Awangardowa encyklopedia – prace ofiarowane prof. Grzegorzowi Gaździe (2008, praca zbiorowa) – eseje
- Echa postmodernizmu – eseje, 2010
- Słownik rodzajów i gatunków literackich (hasło Fantasy, 2012, praca zbiorowa)
- Naród zatracenia (powieść graficzna, wspólnie z Mariuszem Sołtysikiem, 2014)
- Lost souls (powieść graficzna, wspólnie z Mariuszem Sołtysikiem, 2019)
- Telefon (opowiadanie w Łagodna jak światło. Antologia polskich i bułgarskich pisarzy, 2019)
- The best of Kalejdoskop (2019, zbiór najlepszych felietonów opublikowanych w ciągu 45 lat na łamach miesięcznika Kalejdoskop)
- Łódź Ulissesa (2021) – eseistyka
- Lizabójca czyli zabawy barbarzyńców (2024) - powieść

### Przekłady
- Bramy piekieł (1991, wybór opowiadań różnych pisarzy)
- Robert Silverberg – Stochastyk (1993)
- Henry Miller – Świat seksu (1994)
- O.P. Ghai – Jedność w wielości (1995)
- Robert Graves – Król Jezus (1995)
- Anton Grosz – Listy do umierającego przyjaciela (1996)
- Julia Barrett – Zarozumiałość (1996)
- Julia Barrett – Trzecia siostra (1997)
- Irving Benig – Tablice Mesjasza (1997)
- William Butler Yeats – Wiersze wybrane (wspólnie z Agnieszką Izdebską, 1997)
- Deborah G. Felder – Sto kobiet (1997)
- Joan Austen Leigh – Świat Emmy (1997)
- Joan Austen Leigh – Emma i inni (1998)
- J.G. Ballard – Zatopiony świat (1998)
- John Irving – Jednoroczna wdowa (1998)
- Rod Mengham – Kobro (1998)
- John Barth – Opowiadać dalej (1999)
- Angela Carter – Magiczny sklep z zabawkami (1999)
- John le Carré – Ludzie Smileya (1999)
- John Updike – Gertruda i Klaudiusz (2001)
- J.G. Ballard – Fabryka bezkresnych snów (2001)
- John Irving – Czwarta ręka (2002)
- Robert Goddard – Przemiana (2003)
- Jorge Luis Borges – Rzemiosło poezji (2004)
- Michel Faber – Pod skórą (2005)
- Gilbert Adair – Marzyciele (2005)
- Irshad Manji – Kłopot z islamem (2005)
- Brian J. Robb – Johnny Depp – współczesny buntownik (2006)
- Michel Faber – Szkarłatny płatek i biały (2006)
- Daniel Handler – Natychmiast, mocno, naprawdę (2006)
- Michel Faber – Jabłko (2007)
- Ciaran Carson – Irlandzka herbatka (2007)
- Gautam Malkani – Londonistan (2007)
- John G. Morris – Zdobyć zdjęcie (2007)
- Kevin Brockmeier – Krótka historia umarłych (2008)
- Howard Jacobson – Wieczory kaluki (2008)
- Denise Mina – Martwa godzina (2009)
- Michel Faber – Ewangelia ognia (2009)
- Annie Dillard – Pielgrzym nad Tinker Creek, 2010
- Denise Mina – Ostatnie tchnienie, 2010
- Shahriar Mandanipour – Irańska historia miłosna, 2010
- Annie Dillard – Państwo Maytree, 2010
- Warren Fahy – Fragment, 2010
- Reva Mann – Córka rabina, 2010
- Cormac McCarthy – W ciemność, 2011
- Jack Kerouac – Big Sur, 2011
- Cormac McCarthy – Suttree, 2011
- Jack Kerouac – Maggie Cassidy, 2012
- Richard Hughes – Orkan na Jamajce, 2012
- John R. Bruning, Sean Parnell – Pluton Wyrzutków, 2012
- Cormac McCarthy – Sodoma i Gomora, 2013
- Elif Şafak – Honor, 2013
- James Carnac – Autobiografia Kuby Rozpruwacza, 2013
- Patti Smith – Obłokobujanie, 2014
- Augusto Boal – Gry dla aktorów i nieaktorów, 2014
- Jack Kerouac – Zbudź się. Żywot Buddy, 2014
- Terry Southern, Mason Hoffenberg – Candy, 2014
- Rachel Cusk – Życie na wsi, 2014
- Eleanor Catton – Wszystko, co lśni, 2014
- Richard Flanagan – Ścieżki północy, 2015
- Eleanor Catton – Próba, 2015
- Jonathan Edwards – Moja rodzina i inni superbohaterowie, 2016
- James McBride – Ptak dobrego Boga, 2016
- Richard Flanagan – Księga ryb Williama Goulda, 2016
- Patti Smith – Pociąg linii M, 2016
- Richard Flanagan – Pragnienie, 2017
- Richard Flanagan – Śmierć przewodnika rzecznego, 2017
- James McBride – Załatw publikę i spadaj, 2018
- Richard Flanagan – Nieznana terrorystka, 2018
- Katie Kitamura – Rozstanie, 2018
- Joseph Conrad – Tajny agent, 2018
- Richard Flanagan – Pierwsza osoba, 2019
- Lisa Halliday – Asymetria, 2019
- Alberto Manguel, Gianni Guadalupi – Słownik miejsc wyobrażonych (wspólnie z Piotrem Bikontem, Janem Gondowiczem, Michałem Kłobukowskim, Jolantą Kozak i Maciejem Płazą), 2019.
- Seth Stephens-Davidowitz – Wszyscy kłamią, 2019
- David Treuer – Witajcie w rezerwacie, 2020
- Susana Osorio-Mrożek – Przylepka i potwór (wspólnie z Martą Szafrańską-Brandt), 2021
- Regina Porter – Podróżni, (2021)
- Samuel Beckett – Murphy, (2021)
- James Joyce – Ulisses (2021)
- Richard Flanagan – Żywe morze znów na jawie (2022)
- Bryan Washington – Upamiętnienie (2022)
- Bryan Washington - Parking (2023)
- Joseph Conrad - Nostromo (2023)
- Breece D’J Pancake – Trylobity (2024)
- James Hannaham – Wszyscy mieli w dupie, co stało się z Carlottą (2024)
- Olaf Stapledon - Twórca gwiazd (2024)
- Eleanor Catton - Las birnamski (2024)

### Scenariusze filmowe
- Tam i z powrotem (wspólnie z Anną Świerkocką, reż. Wojciech Wójcik, 2001, 10 nominacji do „Orłów” 2003, w tym za scenariusz)
- Sekcja 998 (serial TV, reż. Agnieszka Trzos, scenariusz dziesięciu z szesnastu odcinków, 2006)
- Sfora (współpraca scenariuszowa, serial TV, reż. Wojciech Wójcik, 2002)
- Sfora: Bez litości (współpraca scenariuszowa, film fab. reż. Wojciech Wójcik, 2002)
- Lampa Leonarda (2006, wspólnie z Anną Świerkocką), scenariusz filmu dokumentalnego, III nagroda w konkursie „Ziemia obiecana wczoraj i dziś”, zorganizowanym przez PWSFTviT im. L. Schillera źródło[15]:
- Gra z cieniem (scenariusz wspólnie z Anną Świerkocką, serial TV,  reż. Kinga Dębska, 2024)

### Inne realizacje scenariuszowe
- Instalacje (program TV, reż. Maciej Szelachowski, scenariusz jednego odcinka)
- Wieczór z Alicją (reż. Andrzej Chyra, program TV, jako autor tekstów)

### Teatr i film
- Nicponie (film w reż. Leokadii Migielskiej, 1973, jako aktor w roli Marka)[15]
- Hubris (premiera 15.08.2014 Teatr Nowy w Łodzi, autor tekstu i reżyseria)[16]
- Szkarłatny płatek i biały Michela Fabera (reż. Kuba Kowalski, premiera 14.05.2016 Teatr Studio w Warszawie, autor przekładu)[17]
- Kryształowa dziewczyna (film w reż. Artura Urbańskiego, 2016, jako aktor w roli „Profesora”)[15]
- Ulisses Jamesa Joyce’a (reż Maja Kleczewska, premiera 16.06.2022 Teatr Polski w Poznaniu, autor przekładu)[18]
- Gra z cieniem (serial w reż. Kinga Dębska, jako aktor w roli reżysera teatralnego - odcinki III i V)[15]